# Sinzheim
Sinzheim település Németországban, azon belül Baden-Württembergben. Lakosainak száma 11 610 fő (2023. december 31.).

## Népesség
A település népessége az elmúlt években az alábbi módon változott:
| Lakosok száma | 5981 | 7043 | 7296 | 7689 | 8324 | 9706 | 10 675 | 11 217 | 10 953 | 11 610 |
|               | 1961 | 1967 | 1974 | 1980 | 1987 | 1993 | 2000   | 2006   | 2013   | 2023   |